# Sviadnov
Sviadnov ist eine Gemeinde in Nordostmähren, Tschechien, in der Nähe von Frýdek-Místek. Der Ort hat etwa 2134 Einwohner.

## Geographie
Das Dorf erstreckt sich in 273 m ü. M. links der Ostrawitza, die die Grenze zwischen Mähren und Schlesien ist. Nachbarorte sind Žabeň im Norden, Frýdek-Místek im Osten und Süden und Staříč im Westen. Im Südwesten befindet sich ein 80 Meter hoher Hügel Štandl, wo die Überreste des mittelalterlichen Wehrbaus sind.

## Geschichte
Die erste urkundliche Erwähnung stammt von 1267. Im 15. Jahrhundert gab es das Dorf Malý Sviadnov und in der Gegenwart liegt an dieser Stelle der Ort Žabeň. Der Räuber Ondráš z Janovic ist eine berühmte Persönlichkeit verbunden mit Sviadnov. Er wurde 1715 in Sviadnov getötet und in der Gegenwart gibt es hier eine Gaststätte, die nach ihm benannt ist.
Am Ende des 19. Jahrhunderts nahm Sviadnov einen Aufschwung dank des Hüttenwerks in der Nachbarstadt Frýdek-Místek. 1867 entstand die Schule, 1876 wurde das Feuerwehrverein gegründet und 1887 war die Aufbau der Kapelle St. Johannes von Nepomuk beendet. 1920 wurde in Sviadnov der Sokol gegründet. 1943 erfolgte der Anschluss von Sviadnov an Frýdek-Místek. Das Dorf verselbstständigte sich am 1. Januar 1992.
In der Gegenwart sind viele neue Häuser sind in Sviadnov gebaut und die Einwohnerzahl wächst.

## Persönlichkeiten
- Ondráš z Janovic (1680–1715), Räuber

## Sehenswürdigkeiten

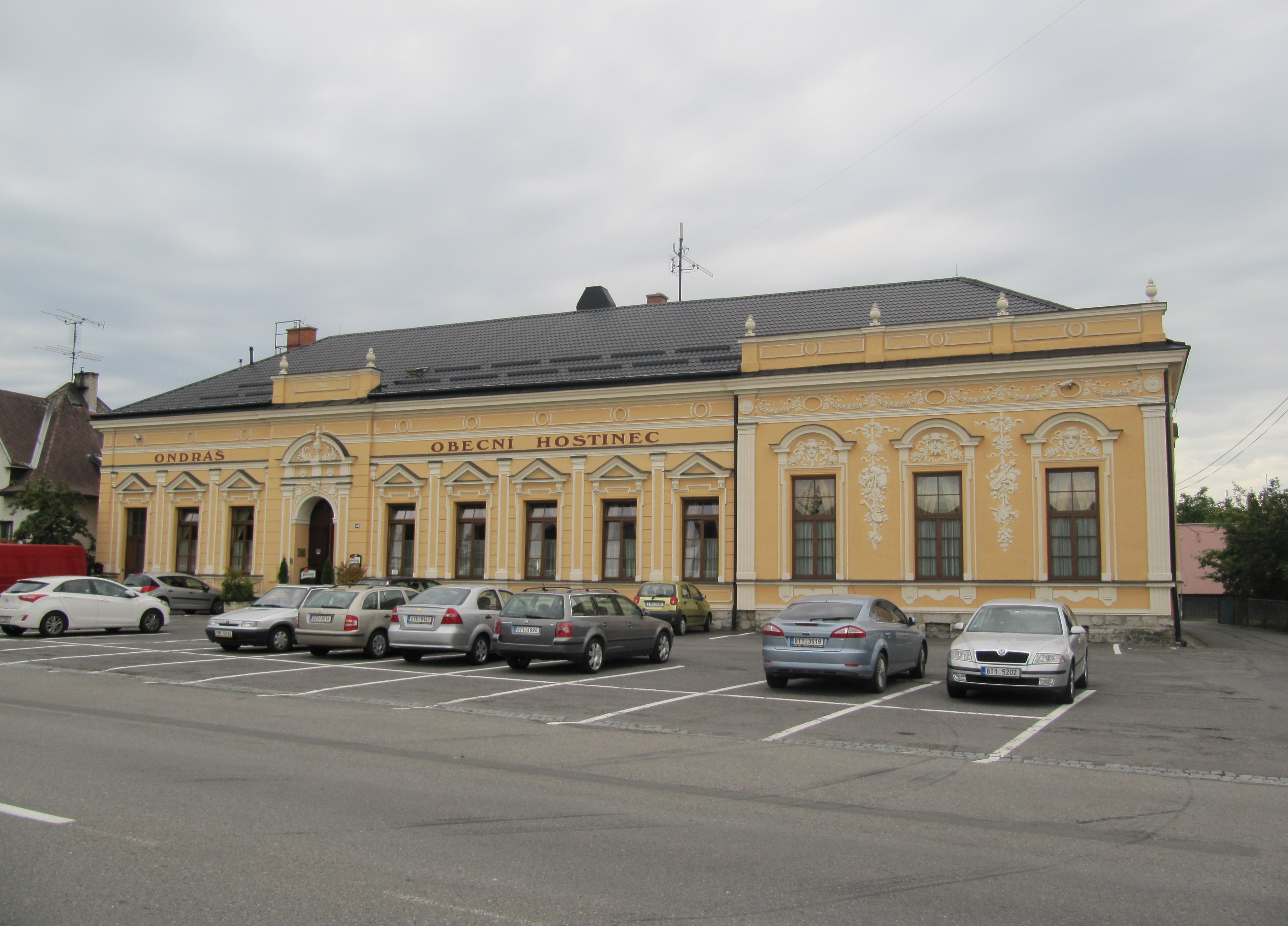
Die Gastestätte Ondráš
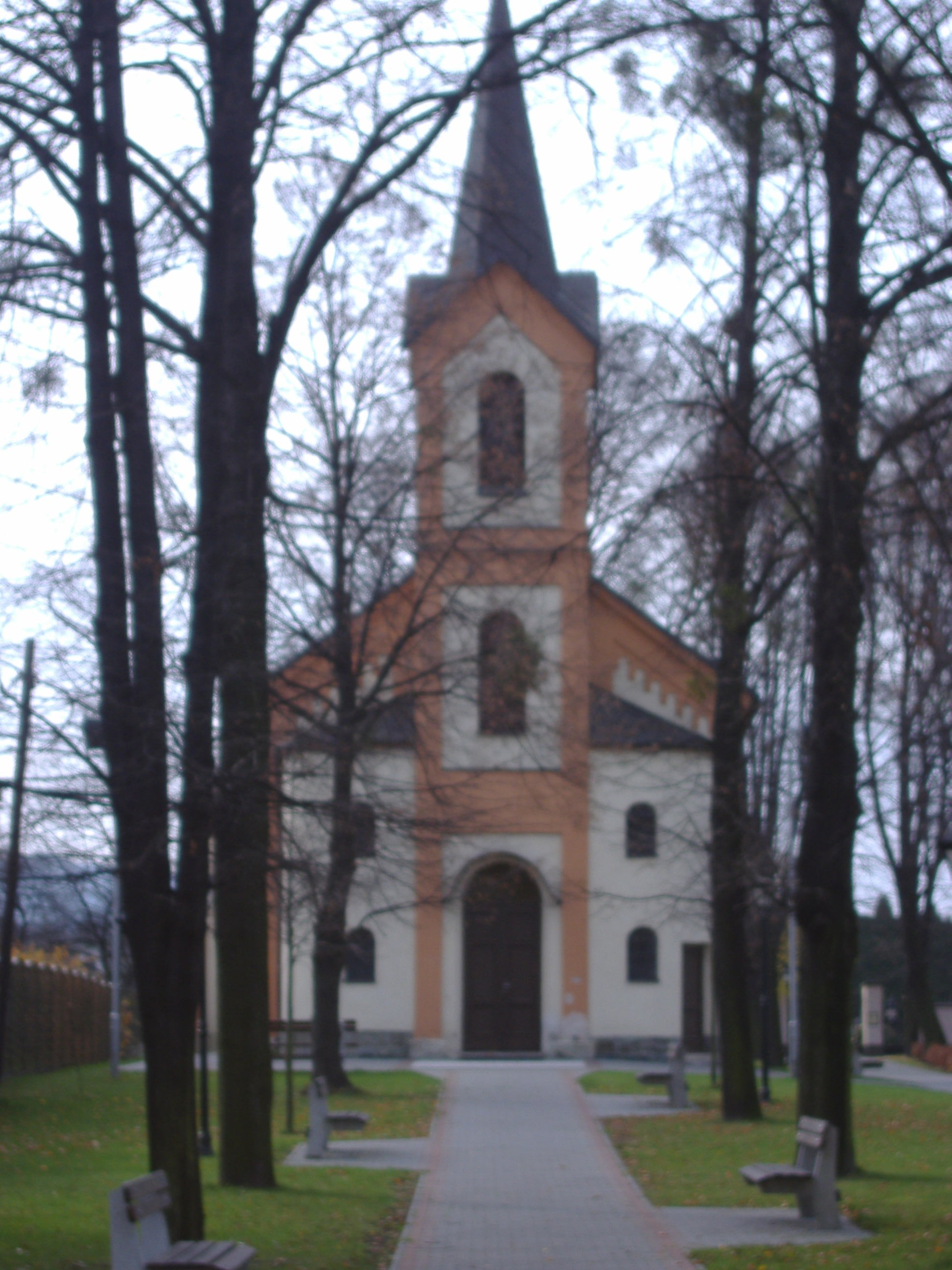
Die Kapelle St. Johann von Nepomuk
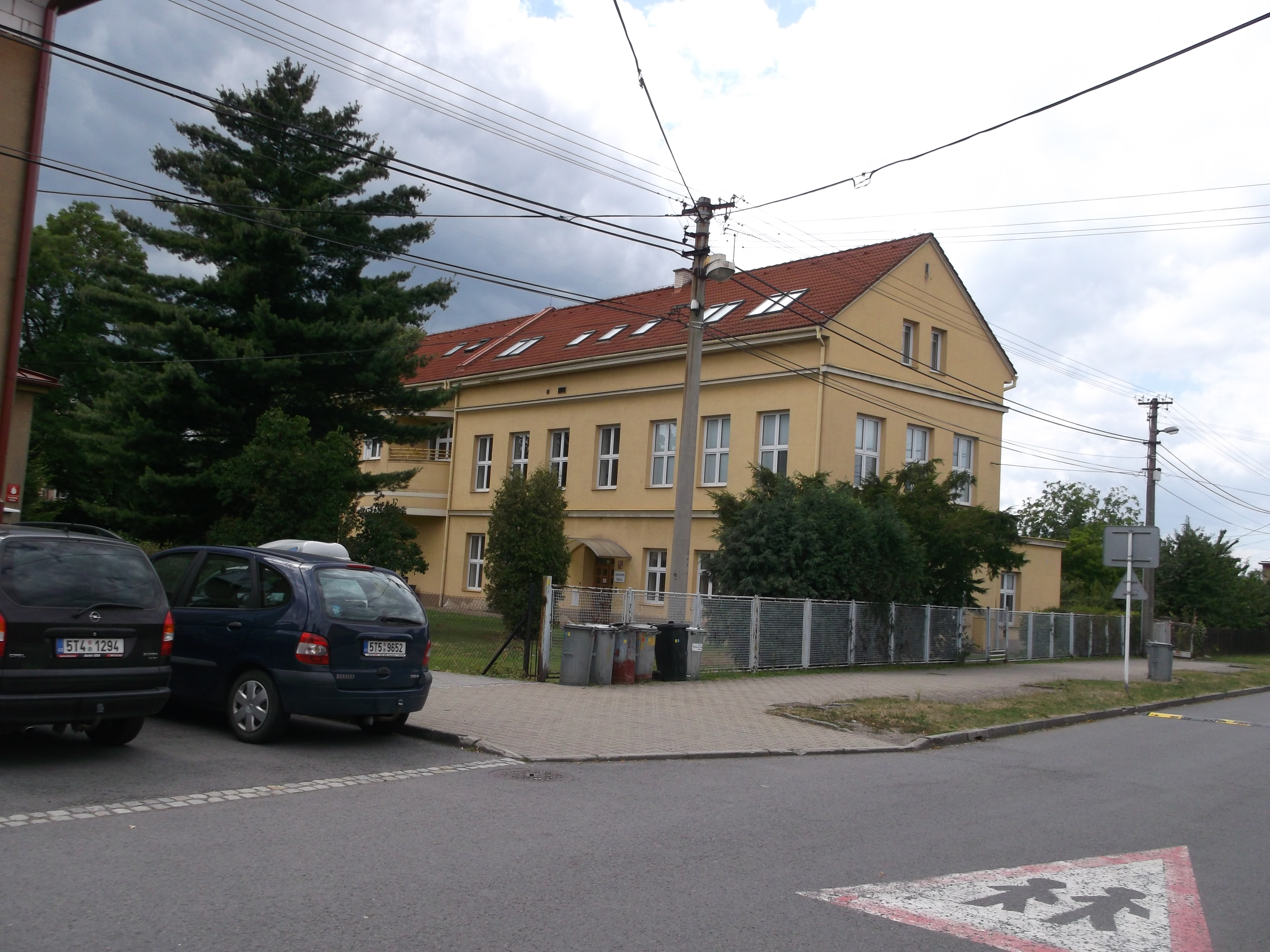
Die Schule
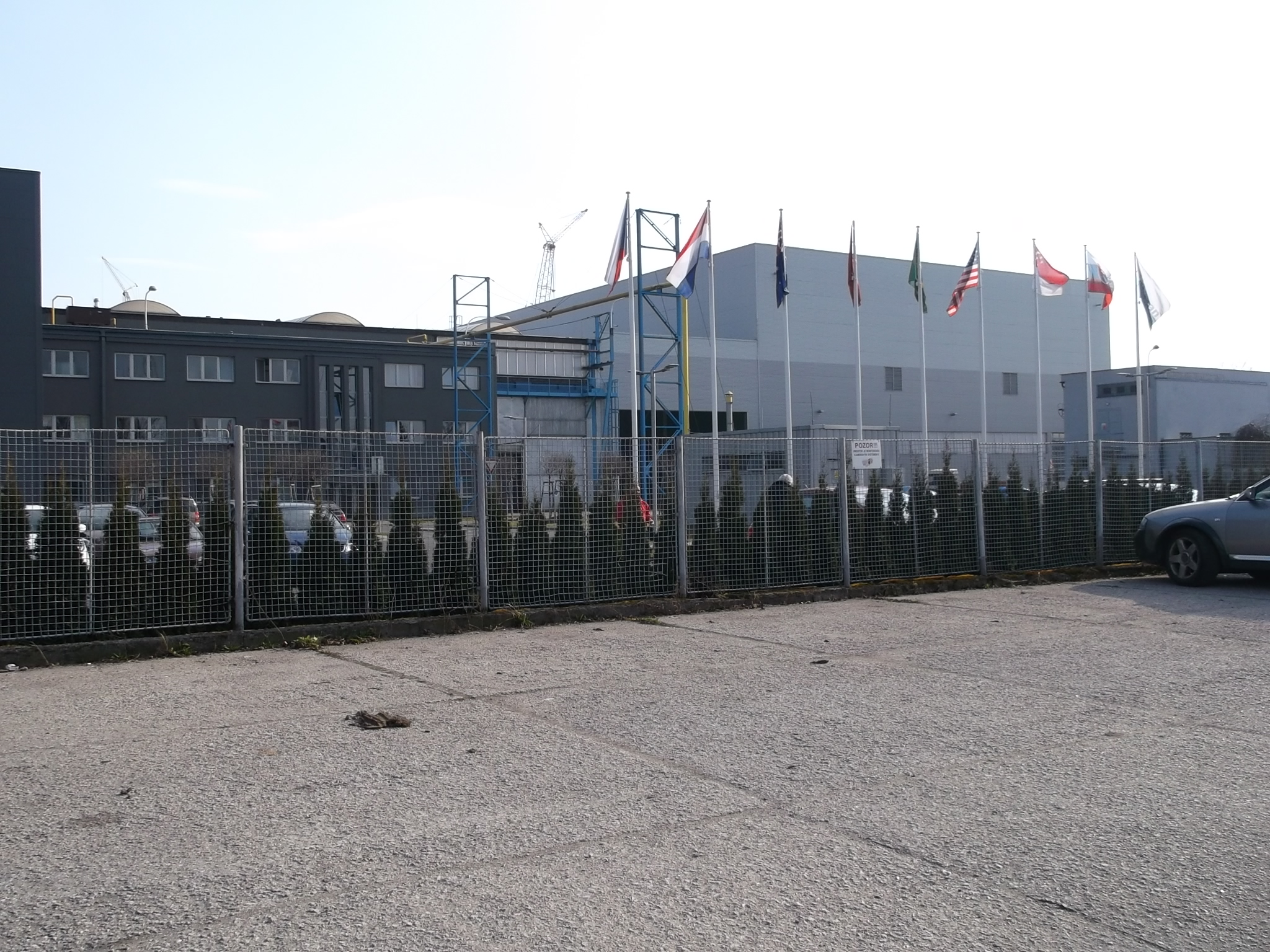
Huisman, einzige Zweigstelle in Tschechien